# Tirosina chinasi di Bruton
La tirosina chinasi di Bruton (abbreviata Btk o BTK), nota anche come tirosin-proteina chinasi BTK, è una tirosin chinasi codificata dal gene BTK dagli esseri umani. La BTK svolge un ruolo cruciale nello sviluppo delle cellule B.

Coinvolgimento della tirosin chinasi di Bruton nella segnalazione del recettore delle cellule B.

Infatti, il ruolo cruciale nello sviluppo delle cellule B è necessario per trasmettere segnali dal recettore delle cellule pre-B che si forma dopo il riarrangiamento della catena pesante delle immunoglobuline. Ha anche un ruolo nell'attivazione dei mastociti attraverso il recettore IgE ad alta affinità.
Le mutazioni nel gene BTK sono implicate nell'agammaglobulinemia legata all'X nella malattia da immunodeficienza primaria (agammaglobulinemia di Bruton); a volte abbreviato in XLA e deficit selettivo di IgM. I pazienti con XLA hanno normali popolazioni di cellule pre-B nel loro midollo osseo, ma queste cellule non riescono a maturare ed entrare nella circolazione. Il gene Btk si trova sul cromosoma X (Xq21.3-q22). Sono state identificate almeno 400 mutazioni del gene BTK.

## Inibitori BTK
- Ibrutinib (PCI-32765), un inibitore selettivo della tirosin chinasi di Bruton.
- Acalabrutinib, approvato nell'ottobre 2017.[5] per il linfoma a cellule mantellari recidivante
- Zanubrutinib per il linfoma a cellule mantellari.[6] Può essere assunto per via orale.[7]

La tirosina chinasi di Bruton è stata scoperta nel 1993 e prende il nome da Ogden Bruton, che per primo descrisse XLA nel 1952.